# Parafia św. Andrzeja Boboli w Łomży
Parafia pw. św. Andrzeja Boboli w Łomży – rzymskokatolicka parafia należąca do dekanatu Łomża – św. Michała Archanioła, diecezji łomżyńskiej, metropolii białostockiej.

## Historia
Parafia pw. św. Andrzeja Boboli została erygowana w dniu 4 marca 2003 r. przez ks. biskupa Stanisława Stefanka z terytorium parafii św. Michała Archanioła oraz Miłosierdzia Bożego w Łomży. 
W dniu 18 kwietnia 2003 r. postawiono krzyż na placu budowy i została wybudowana tymczasowa kaplica, która spełniała funkcje świątyni parafialnej. Kaplica została pobłogosławiona 23 listopada 2003 r. przez ks. bp Stanisława Stefanka.
Kościół parafialny
Kościół parafialny powstał staraniem ks. Andrzeja Popielskiego, proboszcza parafii pw. św. Andrzeja Boboli w Łomży. Projekt kościoła został wykonany  w Pracowni Architektonicznej Anny Polkowskiej, Urszuli Zabiełło i Mikołaja Długosza z Warszawy.
18 kwietnia 2003 r. na placu budowy postawiono krzyż, a 2 kwietnia 2005 r. rozpoczęto budowę kościoła. Równolegle rozpoczęły się też prace przy budowie Domu Parafialnego. Plac budowy został pobłogosławiony przez biskupa łomżyńskiego.
Kamień węgielny pod budowę kościoła parafialnego pochodzi ze wzgórza św. Wawrzyńca w Starej Łomży nad Rzeką. Biskup Stanisław Stefanek poświęcił kamień węgielny 6 kwietnia 2005 r. w Rzymie, w czasie uroczystości pogrzebowych Papieża Jana Pawła II. Wmurowany został  w 16 maja 2007 r., a uroczystość miała miejsce w 350-tą rocznicy śmierci św. Andrzeja Boboli, patrona diecezji łomżyńskiej i parafii.
Biskup Stanisław Stefanek pobłogosławił kościół 25 grudnia 2010 r, a 17 maja 2025 biskup Janusz Stepnowski dokonał jego poświęcenia
.
Kościoły filialne i kaplice
- Kościół pw. św. Antoniego Padewskiego w Podgórzu - kościół rektoralny z lat 1989-2000, poświęcony przezbiskupa Stanisława Stefanka dnia 28 października 2001[3].
- Kaplica w budynku straży pożarnej w Siemieniu[3].

Dawniej posiadane lub użytkowane przez parafię świątynie
- Tymczasowa kaplica, pełniąca funkcję świątyni parafialnej; pobłogosławiona dnia 23 listopada 2003 r. przez biskupa Stanisława Stefanka, biskupa łomżyńskiego. Została rozebrana w 2011 r[1].

## Zasięg parafii
Do parafii należą wierni z miejscowości:  Stara Łomża nad Rzeką (3 km), Stara Łomża przy Szosie (4-5 km), 
i Zosin (5 km) oraz z Łomży, mieszkający przy ulicach: Bocznej, Górnej, Kasztelańskiej (bloki nr 1, 2, 4, 6, 8), Kierzkowej (od ul. Sikorskiego), Królowej Bony, Księżnej Anny (bloki nr  22), Owocowej, Rycerskiej (bloki nr 2, 4, 4a, 6, 8, 10), Sikorskiego (strona północna), Szosa Zambrowska (strona północna), 
Szymańskiego, Wąskiej (od ulicy Sikorskiego), Witosa i Zdrojowej.